# Jason Wheeler (Pokerspieler)
Jason Dewayne Wheeler (* 2. April 1977 in Chicago, Illinois) ist ein professioneller US-amerikanischer Pokerspieler. Er gewann 2021 ein Bracelet bei der World Series of Poker.

## Persönliches
Wheeler wuchs in Riverdale im US-Bundesstaat Illinois auf. In seiner Kindheit und Jugend spielte er Schach. Während seiner Zeit auf der High School nahm er an Schachturnieren im Mittleren Westen teil, entschied sich letztlich aber aufgrund zu geringer Verdienstmöglichkeiten das Hobby nicht weiter zu verfolgen. Wheeler begann ein Informatikstudium an der University of Illinois, wechselte den Studiengang jedoch nach einem Jahr auf Wirtschaft und anschließend auf Unternehmensberatung. Nach seinem Abschluss arbeitete er bei einem Finanzdienstleistungsunternehmen, bei dem er ein gutes Gehalt verdiente. Im April 2008 verlor Wheeler aufgrund der Weltfinanzkrise seinen Job und wurde professioneller Pokerspieler. Er lebt in Prag.

## Pokerkarriere

### Online
Wheelers Arbeitsort wurde 2004 nach San Diego verlegt, dort kam er in Folge des Moneymaker-Booms erstmals mit Poker in Berührung. Er spielte mit Freunden in privaten Runden und begann auch mit dem Spielen von Onlinepoker.
Wheeler spielt seit August 2006 online unter den Nicknames jdtjpoker (PokerStars), jdpc27 (Full Tilt Poker, UltimateBet, Bodog sowie Absolute Poker), AlreadyHigh (888poker), eyesglazed (PokerLoco) und Grey Area (WPT Poker). Er hat sich mit Turnierpoker mehr als 8 Millionen US-Dollar erspielt, wobei der Großteil von über 5,5 Millionen US-Dollar auf PokerStars gewonnen wurde. Dort sicherte er sich im September 2011 auch einen Titel bei der World Championship of Online Poker, wofür er den Hauptpreis von mehr als 180.000 US-Dollar erhielt. Im Jahr 2013 stand Wheeler zeitweise auf dem zweiten Platz des PokerStake-Rankings, das die erfolgreichsten Onlinepoker-Turnierspieler weltweit listet.

### Live
Seine erste Geldplatzierung bei einem Live-Turnier erzielte Wheeler Ende Mai 2009 im Venetian Resort Hotel am Las Vegas Strip.  Im Juni 2009 war der Amerikaner erstmals bei der World Series of Poker (WSOP) im Rio All-Suite Hotel and Casino am Las Vegas Strip erfolgreich und kam bei vier Turnieren der Variante No Limit Hold’em in die Geldränge. Dabei erreichte er bei einem Event den Finaltisch und belegte den mit knapp 420.000 US-Dollar dotierten zweiten Platz. Ende Oktober 2011 wurde er bei einem Turboturnier der European Poker Tour (EPT) in Sanremo Zweiter und erhielt aufgrund eines Deals mit Roger Hairabedian 53.700 Euro. Bei der EPT in Berlin gewann Wheeler im April 2013 ein Side-Event mit einer Siegprämie von knapp 70.000 Euro. Mitte Mai 2015 setzte er sich beim High Roller der World Poker Tour in Amsterdam durch und sicherte sich 125.000 Euro. Bei der WSOP 2015 saß der Amerikaner Ende Mai 2015 an einem Finaltisch, den er als Fünfter für mehr als 110.000 US-Dollar beendete. Bei der EPT auf Malta erreichte er im Oktober 2015 bei zwei High-Roller-Turnieren den Finaltisch, was ihm Preisgelder von über 320.000 Euro einbrachte. Anfang März 2016 gewann Wheeler das Main Event des WSOP-Circuits im Bally’s Las Vegas und erhielt einen goldenen Ring sowie den Hauptpreis von mehr als 320.000 US-Dollar. Beim Main Event der PokerStars Championship in Prag belegte er Mitte Dezember 2017 nach verlorenem Heads-Up gegen Kalidou Sow den zweiten Platz und sicherte sich aufgrund eines Deals mit dem Franzosen sein bisher höchstes Preisgeld von 570.000 Euro. Bei der WSOP 2021 gewann Wheeler bei einem Deepstack-Event ein Bracelet sowie den Hauptpreis von über 200.000 US-Dollar.
Insgesamt hat sich Wheeler mit Poker bei Live-Turnieren mehr als 4,5 Millionen US-Dollar erspielt. Von April bis November 2016 spielte er als Teil der New York Rounders in der Global Poker League, verpasste mit seinem Team jedoch die Playoffs.